# Soda (série télévisée)
Pour les articles homonymes, voir Soda (homonymie).
Soda est une série télévisée française en 716 épisodes de deux à trois minutes, créée par Frank Bellocq, David Soussan, Kev Adams et Cyril Cohen et diffusée à partir du 4 juillet 2011 sur M6 et dès le 5 mai 2012 sur W9, jusqu'à son arrêt le 23 décembre 2015.
Par la suite, la série est rediffusée sur France 4 depuis le 15 février 2020. En Belgique, elle est diffusée du lundi au vendredi vers 20 h 5 sur Club RTL. Cependant, de 2024 à 2025, elle a été diffusée sur NRJ 12.

## Synopsis
Adam Fontella, un adolescent, qui a la réputation d'être un paumé, n'a pas une vie commune. Jamais sans ses deux meilleurs amis, Slimane (Slim) Elboughi et Ludovic (Ludo) Drancourt, il essaye de trouver sans cesse le meilleur moyen de faire craquer les filles, notamment, Jenna Malaurie, dont il est fou amoureux. Il pourrait adorer la vie qu'il a, mais sa petite sœur, Ève (qu'il surnomme souvent Chucky), ne cesse jamais de l'embêter, et réciproquement.

## Fiche technique
- Titre : Soda
- Création : Frank Bellocq, David Soussan, Kev Adams et Cyril Cohen d’après une idée originale de Elisa Soussan et Kev Adams
- Réalisation : Jim Ben Soussan et Nath Dumont (saisons 1 à 3), Fred Scotlande (saison 2) et Edouard Pluvieux (saison 3)
- Direction artistique : Frank Bellocq
- Décors : Rob Whittle
- Costumes : Dorothée Lissac (saisons 1 et 2), Chloé Degorce-Dumas (saison 2), Magali Baret, Aurélie Guermonprez, Julie Sudre et Claire Tong (saison 3)
- Directeur de la photographie : Benjamin Louet (Saison 1, 2 et 3), Arthur Cemin, Philippe Lardon (Saison 3)
- Photographe de plateau : Laurent Croisier (saison 1), Christophe Charzat (saison 2)
- Montage : Charles Labriet et Bruno Safar (saison 1), John Vega (saisons 1 à 3), Sarah Chartier, Jérôme Eltabet et Patrice Jourdan (saison 2), Constance Vargioni (saisons 2 et 3), Linda Bechat-Naud, Pascal Cardeilhac, Stéphanie Gaurier, Benjamin Minet et Christiane-Lisa Pfeiffer (saison 3)
- Casting : Valérie Xae
- Production : Jean-Yves Robin et Elisa Soussan
  - Production déléguée : Jean-Yves Robin et Nicolas Coppermann
- Société de production : CALT
- Pays d'origine :  France
- Langue originale : français
- Genre : sitcom et comédie
- Durée : 2 à 3 minutes (saisons 1 à 3), 80 minutes (téléfilms)
- Classification : tous publics

## Distribution

### Personnages principaux
- Kev Adams : Adam Fontella
- Guy Lecluyse : Michel Fontella, le père d'Adam
- Laurence Oltuski : Élisabeth « Babeth » Fontella, la mère d'Adam
- Syrielle Mejias : Ève « Chucky » Fontella, la petite sœur d'Adam, secrètement amoureuse de Ludo
- William Lebghil : Slimane « Slim » Elboughi, l'ami d'Adam
- Gaël Cottat : Ludovic « Ludo » Drancourt, l'ami d'Adam
- Jéromine Chasseriaud : Juliette Juhel, la petite amie d'Adam (à partir de la saison 3)
- Lucie Boujenah : Jenna Malaurie, la lycéenne dont Adam est vainement amoureux (saison 1 jusqu'au début de la saison 3)
- Louise Blachère : Stéphanie « Stéph, le Cafard » Bouvier, l'amie de Jenna, folle amoureuse de Slimane (sa petite amie à partir de la saison 3)

### Personnages secondaires
- Dominique Frot : Solange Vergneaux, la proviseure du lycée Marie-France Joelle
- Alika Del Sol : Malika Elboughi, la mère de Slimane  et amie d'Élisabeth Fontella
- Frank Bellocq : Patrick, le surveillant du lycée (saisons 2 et 3)
- Chantal Garrigues : Gisèle Favrot, la mère d'Élisabeth et la grand-mère d'Adam et Ève (saisons 2 et 3)
- John Eledjam : Uskur, le gérant du Liberty's (kebab) et le patron d'Adam (saison 3)
- Gaël Mectoob : Pascal, cuisinier de la cantine du lycée (saisons 2 et 3)
- Alex Lutz : Thierry, ancien surveillant du lycée (saisons 1 et 2)

### Invités
| Saison 1 - Philippe Roullier : lui-même - Waly Dia : Rémy, candidat pour intégrer la bande d'Adam Saison 2 - Amel Bent : la demi-sœur paternelle de Slimane - Ramzy Bedia - Vincent Desagnat - Anthony Kavanagh - Bruno Solo - La Fouine - Cyril Hanouna - Dominique Farrugia Saison 3 - Sébastien Cauet : Olivier Sifflet, vigile dans les supermarchés - Corneille : lui-même - Pierre-François Martin-Laval : Docteur Plaza, psychiatre spécialisé en thérapie familiale - Éric Judor : Monsieur Coulibaly, mage vaudou - Julie Nicolet : Mademoiselle Poindron, prof d'anglais - Max Boublil : lui-même - Jean-Louis Barcelona : Hannibal, architecte d'intérieur - Isabelle Nanty : Marie-Amélie Drancourt, la mère de Ludo Téléfilms - Stéphane Plaza : lui-même/l'agent immobilier - Nicolas Marié : Jean-Jérôme Juhel, le père de Juliette - Jérôme Anthony : lui-même/le présentateur du jeu télévisé « Qui sera le meilleur Américain ? » - Isabelle Nanty : Marie-Amélie Drancourt, La mère de Ludo - Olivier Baroux : Jacques « Jacky » Vandenpute |

## Épisodes

### Première saison (2011-2012)
Cette saison a été diffusée à partir du 4 juillet 2011 sur M6 avec 191 épisodes.
Adam est un adolescent comme les autres, il mène une vie tranquille au lycée (bien qu'il n'ait jamais de bonnes notes), a de très bons amis (Slimane et Ludovic) et est amoureux de la plus belle fille du lycée (Jenna, dont l'amour ne sera pas réciproque). Il est le fils aîné d'une famille banale. Son père, Michel, travaille pour une banque et sa mère Élisabeth (alias « Babeth ») est esthéticienne à son compte au domicile familial (sa seule et véritable cliente sera Malika qui est aussi la mère de Slimane). Rêvant d'avoir une vie d'or aux États-Unis, Adam croit que ce rêve américain lui tombera tout net dans les mains s'il est décidé à faire ce qu'il veut de sa vie, à savoir ne pas travailler en cours, jouer sans arrêt à la console et faire des mauvaises blagues au surveillant du lycée (Thierry). Mais son rêve américain est compromis par la dureté de ses parents à son égard, des mauvaises farces de sa petite sœur Ève et des multiples heures de colle de Madame Vergneaux, la directrice du lycée.

### Deuxième saison (2012-2013)
Cette saison a été diffusée à partir du 5 mai 2012 sur W9 avec 225 épisodes.
C'est l'année du bac pour Adam. Mais celui-ci n'a visiblement pas fait le choix de réviser dans le but de l'obtenir. De plus, la famille Fontella va devoir supporter l'apparition de plus en plus fréquente de Gisèle, la mère de Babeth, au grand malheur de Michel qui ne peut supporter la présence de sa belle-mère. Ève montrera un intérêt pour Ludovic, l'ami d'Adam, mais celui-ci ne voit rien de l'amour de la jeune fille et ne se penche que sur ses études ou les blagues proposées par Adam, Slimane, ou lui-même, tous trois étant tour à tour victimes ou coupables de leurs blagues. Slimane aura du mal à se débarrasser de Stéphanie, la meilleure amie de Jenna, car celle-ci le colle sans arrêt dans l'espoir que celui-ci cède à ses avances.

### Troisième saison (2013-2014)
Cette saison a été diffusée à partir du 7 septembre 2013 sur W9 avec 300 épisodes,.
Elle marque le départ de Jenna, dont le père se retrouve muté en Afrique. Adam travaille à mi-temps dans un kebab, Slimane a une attitude plus amoureuse avec Stéphanie alors qu'habituellement il détestait cette dernière. Dans cette saison, Adam sort avec Juliette, qui est son enseignante à domicile, et la fille du patron de son père. Ève montre plus d'affection pour Ludo, que celui-ci ne veut pas.

## Téléfilms

### Un trop long week-end
Pour clore la série, un premier téléfilm intitulé Un trop long week-end est diffusé le 29 décembre 2014. On y retrouve Adam, Slim et Ludo en dehors du lycée et découvre la belle famille d'Adam à l'occasion d'un projet d'emménagement.

### Le rêve américain
Le deuxième téléfilm, intitulé Soda : Le Rêve américain, est diffusé le 23 décembre 2015 sur M6 Le tournage s'est déroulé du 5 janvier 2015 au 23 janvier 2015, en Belgique,. Ce téléfilm sera le dernier et sonnera le clap de fin de la série.

## Production
La durée d'un épisode est de vingt-quatre minutes, divisées en volets de trois minutes et demie,. Le tournage de la série a lieu à Bry-sur-Marne. Son titre, Soda, est l’anacyclique du mot ados (ce qui est clairement montré au début du générique de début).
Kev Adams et Frank Bellocq sont à l'écriture, mais également devant la caméra, accompagnés de William Lebghil, Gaël Cottat, Guy Lecluyse, Laurence Oltuski, Lucie Boujenah, Louise Blachère, Dominique Frot, Alex Lutz et Syrielle Mejias.

## DVD
| Intitulé du coffret                                     | Support | Nombre de disques | Date de sortie   | Éditeur  | Distributeur             |
| ------------------------------------------------------- | ------- | ----------------- | ---------------- | -------- | ------------------------ |
| Soda - Intégrale de la saison 1                         | DVD     | 4                 | 21 mars 2012     | M6 Vidéo | Warner Home Vidéo France |
| Soda - Intégrale de la saison 2                         | DVD     | 5                 | 21 novembre 2012 | M6 Vidéo | Warner Home Vidéo France |
| Soda - Intégrale de la saison 3, part 1                 | DVD     | 3                 | 11 décembre 2013 | M6 Vidéo | Warner Home Vidéo France |
| Soda - Intégrale de la saison 3, part 2                 | DVD     | 4                 | 11 juin 2014     | M6 Vidéo | Warner Home Vidéo France |
| Soda - Intégrale des saisons 1 à 3 (Parts 1 & 2)        | DVD     | 16                | 1er octobre 2014 | M6 Vidéo | Warner Home Vidéo France |
| Soda : Un trop long week-end + Soda : Le Rêve américain | DVD     | 2                 | 3 février 2016   | M6 Vidéo | Warner Home Vidéo France |

## Audiences
Soda, la série
- Le 4 juillet 2011, la série atteint 2,5 millions de téléspectateurs et 11,1 % de part de marché[17].
- Le 15 juillet 2011, la série baisse et enregistre 1,5 million de téléspectateurs et 7,6 % de part de marché[18].
- Le 21 septembre 2013, la série atteint 710 000 téléspectateurs (4,9 % de part de marché) plaçant W9 en tête des audiences sur la TNT[source secondaire souhaitée].
- Le 15 janvier 2014, la série atteint les 1,2 million de téléspectateurs (7,4 % de part de marché)[source secondaire souhaitée].

Après la baisse de la première saison, la série est tout de même renouvelée, mais est diffusée sur W9 à partir du 5 mai 2012 à 17 h 50 au lieu de l'être sur M6. Les scores enregistrés sur W9 sont plus bas que ceux d'M6 mais ils signent un succès pour la chaîne dans cette case horaire. À la suite de la troisième saison, la série n'est pas renouvelée, non pas à cause des audiences mais car les acteurs sont jugés trop vieux pour continuer à jouer le rôle d'adolescents[source secondaire souhaitée].
Soda, les téléfilms
- Le premier prime, nommé Un trop long week-end, fut diffusé le 29 décembre 2014 sur M6 à 20 h 50. Il réalise la plus importante audience de la chaîne pour une fiction française[source secondaire souhaitée] depuis octobre 2012. En effet, le soir du 29 décembre, ce sont 4,5 millions de téléspectateurs qui se réuniront devant le premier téléfilm de Soda.
- Le deuxième et dernier prime, intitulé Le Rêve américain, fut diffusé le 23 décembre 2015 sur M6 à 20 h 50